# メイン・オフェンダー〜主犯〜
『メイン・オフェンダー〜主犯〜』(Main Offender) は、ローリング・ストーンズのギタリストであるキース・リチャーズが、1992年に発表したソロ・アルバム。スタジオ・アルバムとしては2作目、4年ぶりの作品。

## 解説
ローリング・ストーンズがバンドとしての活動を一時的に休業していた時期に制作された。この時期には、他のメンバーもソロ活動に入っており、ロン・ウッドは『スライド・オン・ディス』（1992年）を、ミック・ジャガーは『ワンダーリング・スピリット』（1993年）を、チャーリー・ワッツは『ウォーム&テンダー』（1993年）を、それぞれ発表している。
前スタジオ・アルバム『トーク・イズ・チープ』（1988年）と同様、リチャーズが全曲でリード・ボーカルを担当。『トーク・イズ・チープ』でも重要な役割を果たしていたスティーヴ・ジョーダンとワディ・ワクテルが、共同プロデューサーとして起用された。
本作からは、「ワル」がビルボード誌のメインストリーム・ロック・チャートで3位、「アイリーン」が同チャートで17位に達した。
日本盤ボーナス・トラック「キー・トゥ・ザ・ハイウェイ」は1991年の録音で、元々はジョニー・ジョンソンのアルバム『Johnny B. Bad』に収録されていたヴァージョン。リチャーズは、同アルバムの演奏に参加しただけでなく、プロデューサーとしてもクレジットされている。

## 収録曲
特記なき楽曲はキース・リチャーズ、スティーヴ・ジョーダン、ワディ・ワクテルの共作。
1. 999 - "999" - 5:51
2. ワル - "Wicked as It Seems" (Keith Richards, Steve Jordan, Charley Drayton) - 4:45
3. アイリーン - "Eileen" (K. Richards, S. Jordan) - 4:29
4. ワーズ・オブ・ワンダー - "Words of Wonder" - 6:35
5. ヤップ・ヤップ - "Yap Yap" - 4:42
6. ボディトークス - "Bodytalks" (K. Richards, S. Jordan, C. Drayton, Sarah Dash) - 5:20
7. お前がいなけりゃ - "Hate It When You Leave" - 4:59
8. ランニン・トゥー・ディープ - "Runnin' Too Deep" (K. Richards, S. Jordan) - 3:19
9. ウィル・バット・ユー・ウォウント - "Will but You Won't" (K. Richards, S. Jordan) - 5:05
10. ディーモン - "Demon" (K. Richards, S. Jordan) - 4:45

### 日本盤ボーナス・トラック
1. キー・トゥ・ザ・ハイウェイ - "Key to the Highway" (McKinley Morganfield) - 3:21

## 参加ミュージシャン
- キース・リチャーズ - ボーカル、ギター、ベース、パーカッション
- スティーヴ・ジョーダン - ドラムス、パーカッション、バッキング・ボーカル
- ワディ・ワクテル - ギター、ピアノ、チェレスタ、パーカッション、バッキング・ボーカル
- アイヴァン・ネヴィル - ピアノ、オルガン、クラヴィネット、ハープシコード、ベース
- チャーリー・ドレイトン - ベース
- アーノ・ヘヒト - 木管楽器(on 7.)
- ジャック・バシュコウ - 木管楽器(on 7.)
- クリスピン・シオー – 木管楽器(on 7.)
- サラ・ダッシュ - バッキング・ボーカル(on 1. 6.)
- バーナード・ファウラー - バッキング・ボーカル(on 2. 4. 5. 6. 7. 8. 9. 10. 11.)
- バビ・フロイド - バッキング・ボーカル(on 2. 4. 5. 6. 7. 8. 9. 10.)
- ジョニー・ジョンソン - ピアノ(on 11.)
- バーニー・ウォーレル - キーボード(on 11.)
- ジョーイ・スパンピナート - ベース(on 11.)